# Luigi Luca Cavalli Sforza
Luigi Luca Cavalli Sforza (Genova, 25. siječnja 1922.), talijansko-američki genetičar, od 1970. predavač na sveučilištu Stanford, a predavao je i na sveučilištima Cambridge, Parma i Pavia.
Vodeći je arhitekt revolucije ljudske genetike od 1960. godine. Zbog njegovih važnih genetskih istraživanja, današnja se znanost više ne poziva na različitosti među rasama. To je njegov značajan doprinost svjetskoj znanosti i humaniziranju društva u oslobađanju od rasnih predrasuda. Isto tako, Cavalli Sforza je istraživao i aspekte povezanosti genskog i kulturnog nasljeđa, migracija i obiteljskih odnosa.
Njegove knjige, u kojima pojašnjava stajališta dobivena iz tih istraživanja, bitna su odrednica nivelacije našeg vlastitog biološkog samorazumijevanja.

## Djela
- "The History and Geography of Human Genes"
- "Genes, Peoples and Languages" (hrvatski prijevod u izdanju Algoritma 2008.: "Geni, narodi i jezici", preveo dr. Miloš Judaš)
- "The Great Human Diasporas: The History of Diversity and Evolution"